# Anja Zdovc
Anja Zdovc, slovenska odbojkarica, * 24. avgust 1987.
S slovensko žensko odbojkarsko reprezentanco je nastopila na Evropskem prvenstvu 2015. Na klubskem nivoju igra v klubu Vennelles VB.